# Lévrier de soie
Le Lévrier de soie ou Silken windhound est un Lévrier venant des États-Unis. Il s'agit d'une variété non reconnue officiellement par la Fédération cynologique internationale.

## Description

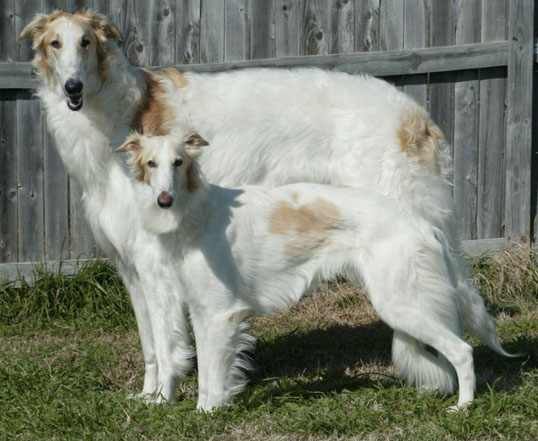
Comparaison entre un barzoï et un lévrier de soie.

Les éleveurs ont cherché à obtenir un lévrier de petite taille, ayant un poil moyennement long et soyeux.

## Histoire

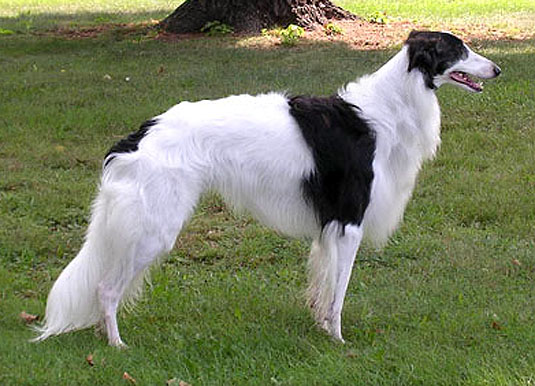
Le silken windhound.

C'est une race récente puisqu'elle a été créée au début des années 1980.I l est issu de croisement de lévriers barzoïs et whippets.

## Caractère
D'un caractère affectueux, il alterne entre le calme en intérieur et est d'une nature joueuse en extérieur.
Le silken windhound supporte bien les enfants, ce qui en fait un compagnon de famille idéal.
Contrairement à beaucoup de lévriers, il n'est pas méfiant vis-à-vis des étrangers et donc ne garde pas.
Son éducation doit se faire avec douceur, sans brusquerie.

## Soins et santé
Comme tous les Lévriers, il a besoin d'exercice en extérieur.
Bien soigné, il peut vivre jusqu'à 17 ans, voire plus.
Toutefois, on lui note une prédisposition aux maladies suivantes : l'atrophie progressive de la rétine (generalized progressive retinal atrophy (gPRA)), le glaucome, la microphtalmie, le syndrome uvéo-cutané, persistance de membrane pupillaire (en),  l'hyperphosphatasémie familiale bénigne, la cardiomégalie héréditaire, l'ectopie de l'uretère, la bronchectasie, paralysie laryngée (en), le pneumothorax spontané .
La race présente également une mutation du gène MDR-1, qui se traduit par une hypersensibilité à l'ivermectine et la milbémycine,.

## Sport

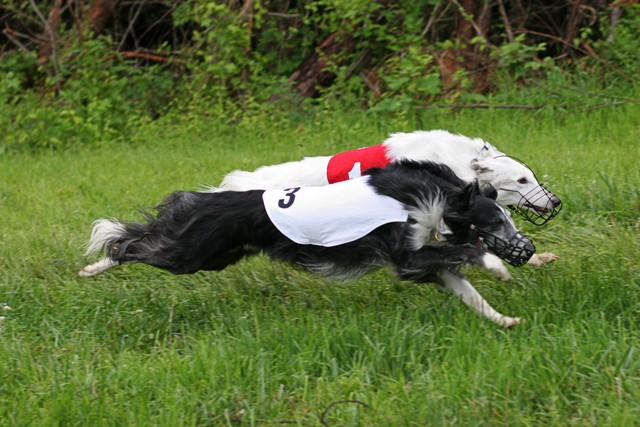
Des Silkens Windhound en PVL.